# 1936年ベルリンオリンピックのブラジル選手団
1936年ベルリンオリンピックのブラジル選手団（1936ねんベルリンオリンピックのブラジルせんしゅだん）は、 1936年8月1日から8月16日までドイツの首都ベルリンで開催された1936年ベルリンオリンピックのブラジル選手団の名簿。

## 種目別選手・スタッフ名簿及び成績
メダルはなし。